# Lagonda 2.6-Litre
La Lagonda 2.6-Litre est une automobile produite par la marque Lagonda au Royaume-Uni de 1948 à 1953.